# Piralen
Piralen, kemijski spoj. Spada u poliklorirane bifenile. Primjenjuje se u proizvodnji električne opreme za koju je potreban dielektrični fluid, kao što su električni transformatori i kondenzatori, kao i u hidrauličnim strojevima, vakuumskim pumpama, kompresorima i tekućinama za izmjenjivače topline.
Kemijski je stabilan. Dobro se otapa u mastima, nagomilava se u organizmu, lako prolazi kroz prehrambeni lanac. Vrlo je kancerogen i izaziva genske mutacije te izravno ulazi u DNK i RNK. Njegovo ulje čini smjesa različitih izomera, odnosno 208 kongerena, teratogena, mutagena i kancerogena djelovanja. Vrlo je otrovan i samo jedna litra zagadi milijardu kubika vode, zbog čega se promet ovog toksičnog ulja kontrolira kao puteve droge. U prirodi se ne prirodni ne može razgraditi. Dospije li u zemlju, vodu ili zrak, ostavlja posljedice koje se ne može ukloniti. Uništava ga se umjetnim putem. Za to postoje posebne peći gdje ga se zagrijava na iznad 1.700 stupnjeva. I tad je opasan jer tad nastaju bojni otrovi fozgen i difozgen. U čovjekov organizam ulazi preko vode i hrane. Njegovi štetni učinci se iskazuju na jetrima, koži, ciliestivnom traktu, štitnjači, ponekad na bubrezima i središnji periferni živčani sustav. Toksičnost piralena je u svezi sa sa štetnim reproduktivnim i imunološkim učinkom. Najbrže se iskaže kod mladih žena, jer djeluje na receptore u jezgri stanice jajnika, na mitohondrije u stanici jetre, dovodi do sekundarnih promjena određenih funkcija spolnih organa te opasno djeluje na embrioni fetus. Najugroženija populacija su mlada ženska populacija, bebe, djeca, posebno adolescenti, trudnice, dojilje i rekonvalescenti. Zbog tih osobina deklariran je kao opasan otrov. Godine 1977. izbačen je iz uporabe.